# Tektine
Les tektines sont une famille de protéines du cytosquelette trouvées dans les cils cellulaires et les flagelles en tant que composants structurels du sillon des microtubules d'un doublet dans l'axonème. Ce sont des polymèers, qui forment des filaments
Elles incluent les TEKT1, TEKT2, TEKT3, TEKT4 et TEKT5.